# Фът Фрумос
Фът Фрумос (на румънски: Fat Frumos, „Хубавия момък“) е юначен герой от румънските и молдавските приказки. В повечето истории той трябва да се сражава със злия змей Балаур, за да освободи своята любима Иляна Косънзяна (Ileana Cosanzeana).
В България е издадена книгата „Фът Фрумос и слънцето“ (молдавски народни приказки), 1974, Издателство „Народна младеж“.